# Gian Maria Solinas Apostoli
Gian Maria Solinas Apostoli (Sassari, 11 luglio 1836 – Roma, 23 febbraio 1914) è stato un avvocato e politico italiano.

## Biografia
Discendente da una famiglia di notabili sardi con ascendenze nobiliari estinte è stato direttore generale della Banca Sarda.